# London-Marathon 2021
| 41. London-Marathon    | 41. London-Marathon             |
| ---------------------- | ------------------------------- |
| Stadt                  | London, Vereinigtes Königreich  |
| Datum                  | 3. Oktober 2021                 |
| Distanz                | 42,195 Kilometer                |
| Sieger                 |                                 |
| Männer                 | Sisay Lemma (2:04:01 h)         |
| Frauen                 | Joyciline Jepkosgei (2:17:43 h) |
| ← London-Marathon 2020 | London-Marathon 2022 →          |
| Website                | Offizielle Website              |

Der London-Marathon 2021 (offiziell: Virgin Money London Marathon 2021) war die 41. Ausgabe der jährlich stattfindenden Laufveranstaltung in London, Vereinigtes Königreich. Der Marathon fand am 3. Oktober 2021 statt. Wegen der COVID-19-Pandemie wurde der Lauf von April in den Oktober verschoben, um die Wahrscheinlichkeit einer regulären Durchführung zu erhöhen. Es war der achte Lauf des World Marathon Majors 2019/21 und hatte das Etikett Elite Platinum der World Athletics Label Road Races 2021.

## Ergebnisse

### Männer
| Platz | Athletin          | Land                   | Zeit (h) |
| ----- | ----------------- | ---------------------- | -------- |
| 01    | Sisay Lemma       | Äthiopien              | 2:04:01  |
| 02    | Vincent Kipchumba | Kenia                  | 2:04:28  |
| 03    | Mosinet Geremew   | Äthiopien              | 2:04:41  |
| 04    | Evans Chebet      | Kenia                  | 2:05:43  |
| 05    | Birhanu Legese    | Äthiopien              | 2:06:10  |
| 06    | Shura Kitata      | Äthiopien              | 2:07:51  |
| 07    | Philip Sesemann   | Vereinigtes Königreich | 2:12:58  |
| 08    | Josh Griffiths    | Vereinigtes Königreich | 2:13:39  |
| 09    | Matthew Leach     | Vereinigtes Königreich | 2:15:31  |
| 10    | Andrew Davies     | Vereinigtes Königreich | 2:15:36  |

### Frauen
| Platz | Athletin               | Land                   | Zeit (h) |
| ----- | ---------------------- | ---------------------- | -------- |
| 01    | Joyciline Jepkosgei    | Kenia                  | 2:17:43  |
| 02    | Degitu Azimeraw        | Äthiopien              | 2:17:58  |
| 03    | Ashete Bekere          | Äthiopien              | 2:18:18  |
| 04    | Brigid Kosgei          | Kenia                  | 2:18:40  |
| 05    | Lonah Chemtai Salpeter | Israel                 | 2:18:54  |
| 06    | Valary Jemeli          | Kenia                  | 2:20:35  |
| 07    | Joan Melly             | Kenia                  | 2:21:23  |
| 08    | Zeineba Yimer          | Äthiopien              | 2:21:40  |
| 09    | Tigist Girma           | Äthiopien              | 2:22:45  |
| 10    | Charlotte Purdue       | Vereinigtes Königreich | 2:23:26  |